# Jisp (Paesi Bassi)

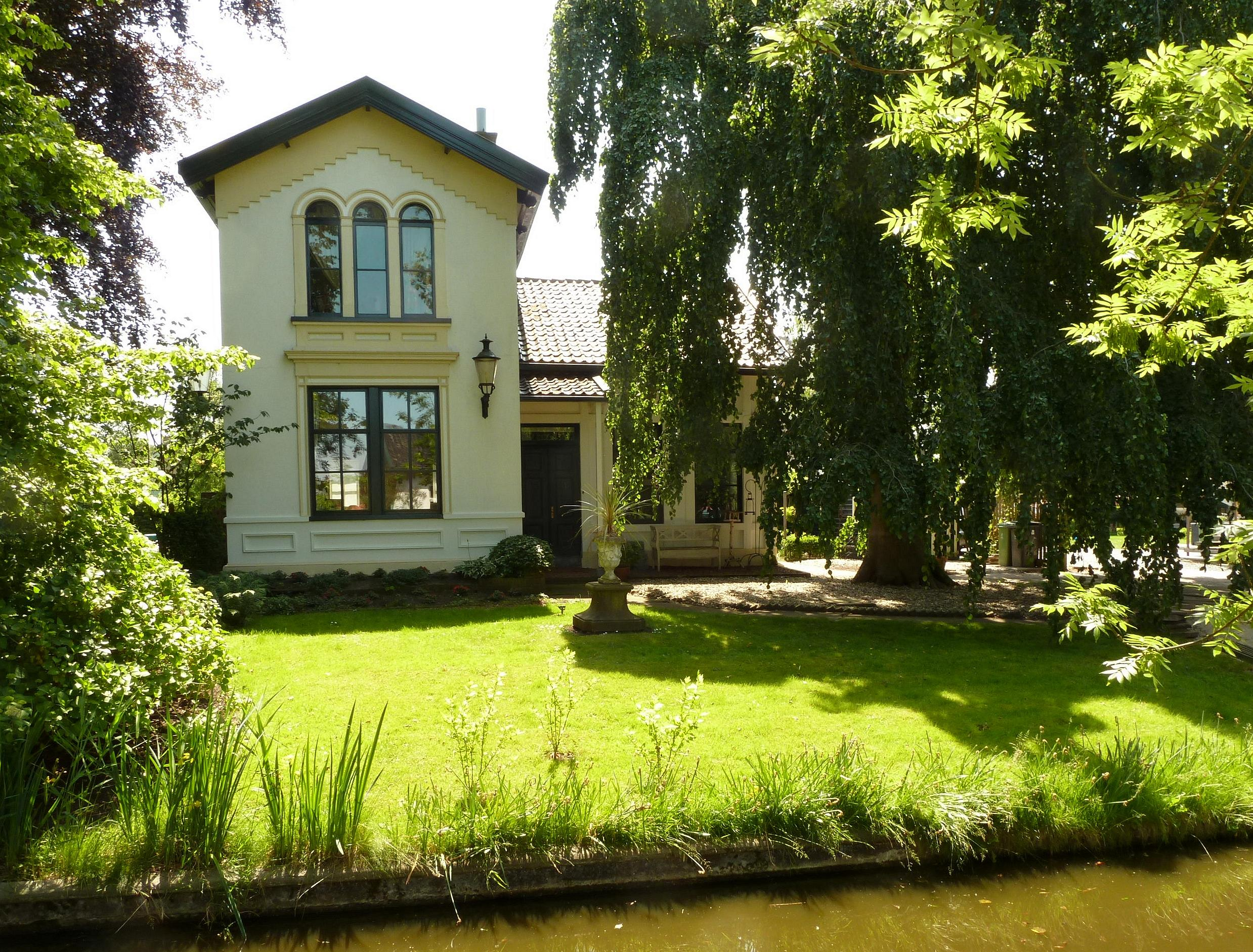
Jisp: edificio classificato come rijksmonument nella Dorpsstraat

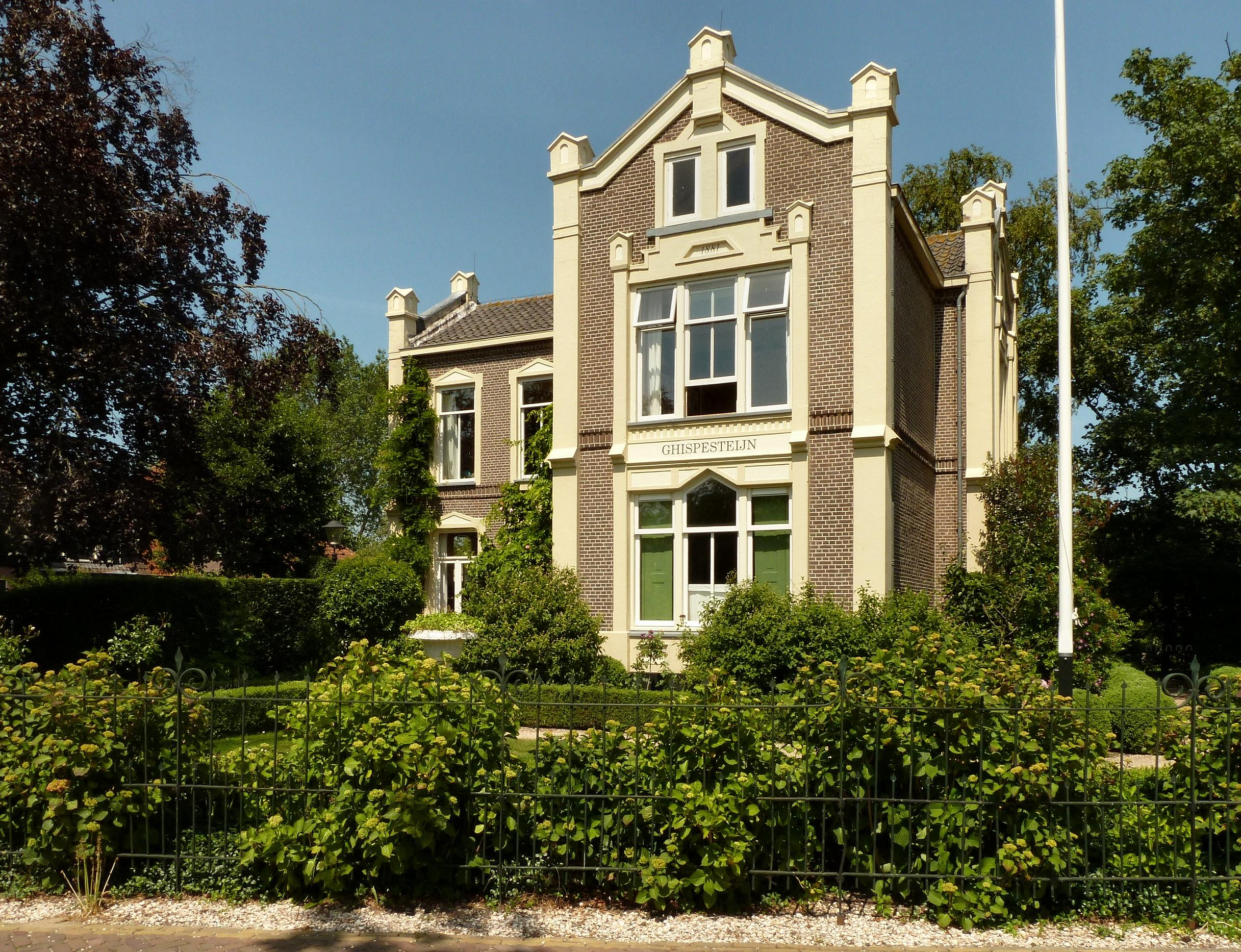
Altro edificio classificato come rijksmonument nella Dorpsstraat di Jisp

Jisp  è un villaggio di circa 1.100 del nord-ovest dei Paesi Bassi, facente parte della provincia dell'Olanda Settentrionale e situato nella regione della Zaan (Zaanstreek). Dal punto di vista amministrativo, si tratta di un ex-comune  , dal 1991  annesso alla municipalità di Wormerland  .
Il villaggio vanta una lunga tradizione marinaresca per la pesca dell'aringa e per la caccia alla balena
Gli abitanti del villaggio vengono soprannominati da quelli della località limitrofe Jisper Moppen, Orebijters e Jisper Uilen.

## Etimologia
L'origine del toponimo Jisp, attestato anticamente come Gispe (1328), Gyspe (1344), Jhispe (1438), Jhisp (1505), Gijsp (1561), Ysp (1593), Jesp (1658), Isp (1658)  e Gisp (1658), è incerta.
Gli studiosi hanno ipotizzato che possa derivare dal nome di un fiume o torrente che scorreva nella zona.

## Geografia fisica

### Collocazione
Jisp si trova nella  parte centro-meridionale della provincia dell'Olanda Settentrionale, al confine tra la Zaanstreek e il Waterland  e tra le località di Heemskerk e e Purmerend (rispettivamente ad est della prima e ad ovest della seconda) , a circa 18 km ad ovest di Edam.
Il villaggio è situato all'interno di una riserva naturale chiamata Jisperveld.

## Società

### Evoluzione demografica
Jisp conta una popolazione di 1.140 abitanti, il 35% dei quali è costituito da persone di età compresa tra i 45 e i 65 anni.

## Storia
I primi insediamenti in loco risalgono al 956.
Fino al XII secolo, il villaggio era ufficialmente una frazione di Neck, anche se era comunque considerato un villaggio a sé stante.
Gli abitanti del villaggio vivevano un tempo di pesca (in particolare della pesca dell'aringa) , grazie ad una via d'accesso allo Zuiderzee (l'attuale IJsselmeer).
Nel 1440, Jisp venne unito a Worm.
Da Worm, Jisp si staccò il 2 dicembre 1611, divenendo così una località indipendente.
A partire dal 1642, Jisp fu uno dei primi villaggi olandesi, i cui abitanti erano dediti alla caccia alla balena.

## Stemma
Lo stemma di Jisp, attestato sin dal 1570, raffigura una spatola dorata su sfondo azzurro.
La presenza nello stemma della spatola, che in origine era probabilmente di color bianco, si deve al fatto che questi uccelli erano un tempo tenuti come animali domestici.

## Architettura
L'architettura di Jisp si caratterizza per la presenza di vari edifici del XVII secolo.

### Monumenti

#### Municipio
Tra gli edifici d'interesse di Jisp, figura l'ex-municipio, risalente al 1650.

## Sport
- La squadra di calcio locale è il Voetbalvereniging Jisp[10]